# Trophy Manager
Trophy Manager（トロフィー・マネージャー）は、ユーザーが監督となってクラブを運営するタイプのオンラインサッカーゲーム、ブラウザゲームであり、種別はMMOに分類される。
ユーザーからはTMと省略して呼ばれることが多い。
2005年8月22日に公開された。開発、運営はデンマークのTrophy Games ApS社。
2012年11月現在、124の国と地域のリーグがあり、使用可能な言語は48言語である。

1日に1,000人から4,000人の新規ユーザー登録がある。
正確なアクティブ・ユーザー数の情報は公開していないが、20万人以上と主張している（8週間ログインがないクラブはシーズン終了後に削除されるため、クラブ数はシーズンを通して増加し、シーズン更新直後に減少する）。
公式サイトの情報によると、メインのユーザー層は16歳から32歳のスポーツとゲームに関心を持つヨーロッパの男性となっているが、実際にはもう少し年齢層が高い可能性がある。
またブラジルを始めとする南米、さらにサウジアラビアやインドネシアなどのイスラム圏からのアクセスも多い。

## 概要
ユーザーは自分自身のクラブのオーナー兼監督となり、クラブの財政、選手育成、移籍、試合などの全てに責任を持つ。
ゲーム内の時間は現実世界の12週間が1シーズン（1年）となっており、リーグ戦は18チームで34試合を戦う（基本的に1週間に3試合）。この他に国内カップ戦、（もし国内で良い成績を挙げていれば）国際カップ戦、代表戦、親善試合などがある。
実際に試合が始まるとユーザーは試合に干渉できないので、事前に（1時間前までに）フォーメーション、戦術、交代などの指示を設定しておく必要がある。

プレイは基本的に無料である。
TM Pro という有料サービスもあるが、詳しいデータを見ることが出来るようになるなどのメリットはあるものの、課金によって大きく有利となるわけではない。
また、サイト内で度々提供される短い広告ビデオを見ることで、無料で Pro を獲得することも可能である。

基本的にユーザーは1人1クラブだが、TM Pro を使用することで複数のクラブを所有することが出来る。またリザーブ・チームの作成も可能。
ただし、複数クラブは同じ国には作成できない、自分のクラブの間での選手の売買は禁止などの制限があり、多くのクラブを所有することがプレイの上で有利に働くわけではない。

## Trophy Managerの一週間
Trophy Managerの一週間のスケジュールは以下のようになっている。
月曜日	財政更新
火曜日	トレーニング更新、フレンドリー・リーグ、国際カップ戦
水曜日	リーグ戦
木曜日	国内カップ戦
金曜日	リーグ戦
土曜日	ユース・アカデミー報告、代表戦
日曜日	リーグ戦

## 代表チーム
国（リーグ）別の代表チームが存在する。
代表監督は、その国のリーグに所属するユーザーによる選挙によって選出され、任期は2シーズンである。
代表監督は各クラブに所属する自国選手を招集し、ワールドカップや大陸別の大会、それぞれの予選や親善試合などを行う。
なお、年代別の代表は導入されていない。

## 日本語対応
Trophy Managerの日本語化は、2012年4月に始まり、数人のボランティアによって行われている。
2012年11月14日、正式に日本語対応したが、試合中の画面など、まだ英語のままの部分も残っている。